# Federació de Grups Amateurs de Teatre de Catalunya
Federació de Grups Amateurs de Teatre de Catalunya és una entitat catalana creada el 1985 dins l'àmbit del Primer Congrés de Cultura Popular, aprofitant el Primer Congrés de Teatre Amateur celebrat a Igualada.

## Activitats

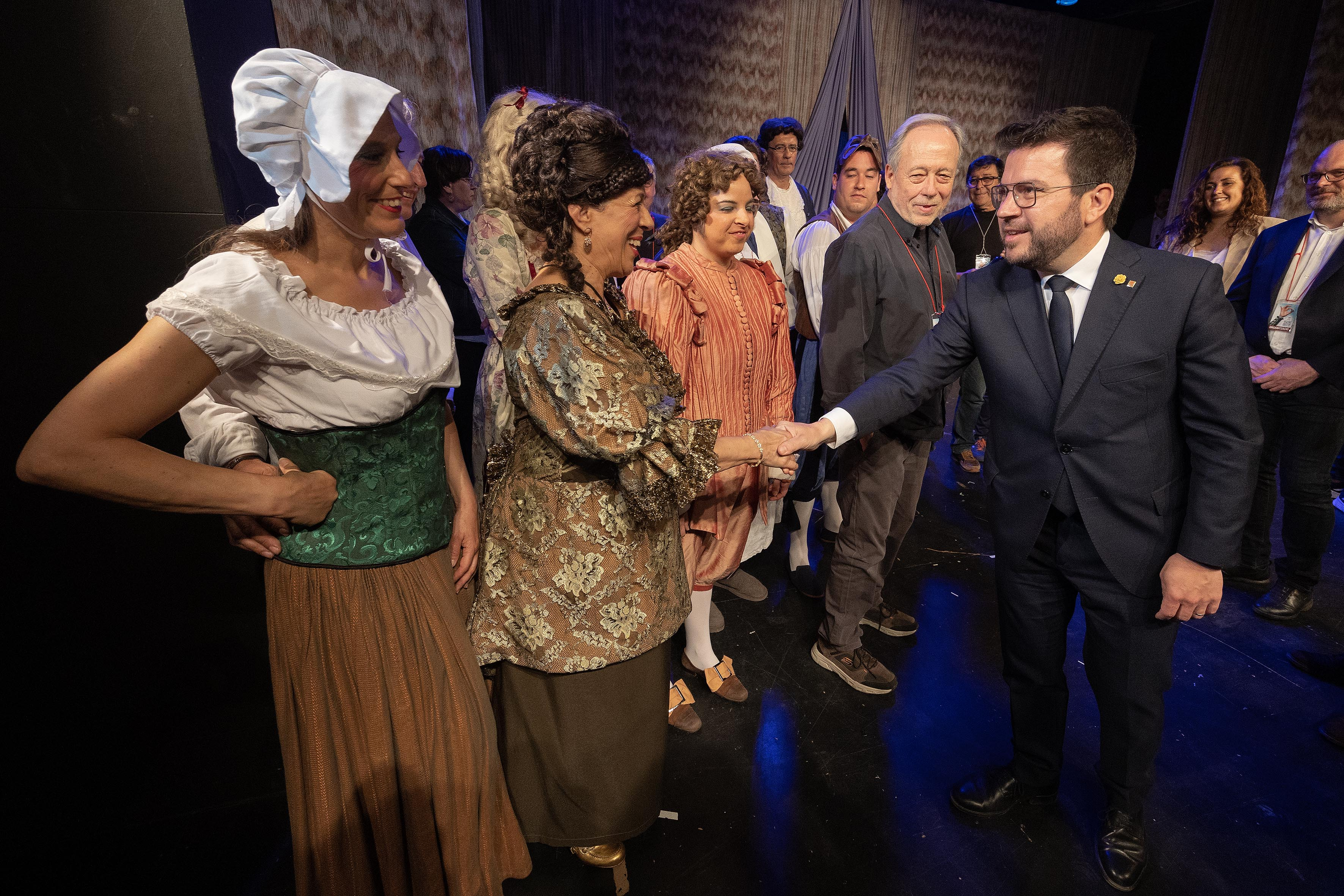
El president de la Generalitat, Pere Aragonés, visita la XIX Mostra el 2019.

La Federació es compon de més de 300 agrupacions de teatre d'arreu de Catalunya agrupades en una quinzena de coordinadores comarcals que dinamitzen el seu dia a dia amb una serie de rodes i mostres, oferint suport, tallers i promoció. Mentre que, a nivell regional, la Federació des de 1990 organitza una trobada anual de grups de teatre aficionats, encontre que el 2015 va celebrar la seva 25 edició; des del 2002 coorganitza la Mostra de Teatre Amateur de Pineda de Mar; concedeix anualment els Premis Arlequí i el premi Margarida Xirgu; i des del 2025, en col·laboració amb La Vanguardia, organitza 'Teatreros': un concurs a millor text per a peces estrenades de teatre amateur a Catalunya.

## Reconeixements
El 2010 la Federació va rebre la Creu de Sant Jordi.